# Allosorus pusillus
Allosorus pusillus là một loài thực vật có mạch trong họ Adiantaceae. Loài này được (Willd. ex Bernh.) Bernh. miêu tả khoa học đầu tiên năm 1805.